# Bulbophyllum oligochaete
Bulbophyllum oligochaete är en orkidéart som beskrevs av Rudolf Schlechter. Bulbophyllum oligochaete ingår i släktet Bulbophyllum och familjen orkidéer. Inga underarter finns listade i Catalogue of Life.